# آنتهیروکا
آنتهیروکا (به لاتین: Antehiroka) یک منطقهٔ مسکونی در ماداگاسکار است که در آمبوهیدراتریمو واقع شده‌است. آنتهیروکا ۱۰٫۱۵ کیلومتر مربع مساحت و ۸۰٬۳۶۰ نفر جمعیت دارد.